# Wilfried Gröbner
Wilfried Gröbner (* 18. Dezember 1949 in Eilenburg) ist ein ehemaliger deutscher Fußballspieler und -trainer. In der höchsten Spielklasse des DDR-Fußballs, der Oberliga, spielte der Olympiasieger für den 1. FC Lokomotive Leipzig.

## Sportliche Laufbahn

### BSG- und Clubstationen
Willi Gröbner war auf dem Höhepunkt seiner Karriere Vorstopper. In seiner Jugendzeit spielte er von 1958 bis 1967 in der Regel als Stürmer für die BSG Chemie Eilenburg. Von 1964 bis 1968 war er Mitglied der Juniorenauswahl des Bezirkes Leipzig. Bereits mit 16 Jahren spielte er bereits in der 1. Männermannschaft der BSG Chemie. Am 3. Dezember 1967 delegierte ihn seine BSG zum 1. FC Lokomotive Leipzig, bei dem er bis 1980 in der DDR-Oberliga spielte. Sein erstes Oberligapunktspiel bestritt der 1,80 Meter große Gröbner am 5. Saisonspieltag der Spielzeit 1968/69 als Stürmer gegen Stahl Riesa (1:1). Mit den Leipzigern wurde er 1975/76 FDGB-Pokalsieger. Insgesamt bestritt Gröbner 230 Oberligaspiele für Lok und erzielte dabei 18 Tore. Als der 1. FC Lok nach dem Abstieg 1969/70 in der DDR-Liga spielen musste, war er mit drei Treffern in neun Punktspielen am sofortigen Oberligawiederaufstieg der Messestädter beteiligt.

### Auswahleinsätze
Im Oktober 1970 debütierte er in der DFV-Nachwuchsauswahl auf internationaler Ebene. Bis November 1972 wurde er insgesamt achtmal in der ostdeutschen U-23 aufgeboten.
Für die DDR-A-Nationalmannschaft bestritt Gröbner zwischen 1976 und 1979 acht Partien beziehungsweise nach FIFA-Zählung sieben Spiele. In seiner einzigen Partie für die B-Nationalelf im April 1977 traf er in Bautzen beim 1:1 gegen Rumänien.
1976 nahm der damalige Student an den Olympischen Spielen in Montreal teil und gewann mit der Olympiaauswahl der DDR die Goldmedaille. Gröbner spielte nur im Finale, sein alleiniger Einsatz in dieser DFV-Vertretung, und wurde dort für seinen Vereinskameraden Wolfram Löwe in der 69. Minute eingewechselt. Für diesen Erfolg wurde er mit dem Vaterländischen Verdienstorden in Bronze ausgezeichnet.

## Weiterer Werdegang

### Trainerlaufbahn
Nach seiner aktiven Laufbahn wurde Wilfried Gröbner, der bereits ein Diplom als Sportlehrer erworben hatte, Trainer. Von 1982 bis 1988 arbeitete er für den Deutschen Fußball-Verband der DDR, unter anderem als Trainerassistent und Nachwuchstrainer. In der Saison 1988/89 trainierte er den FC Rot-Weiß Erfurt. Von 1990 bis Juni 1993 war Gröbner Trainer beim SSV Reutlingen 05. In der Rückrunde der Saison 1994/95 wurde er erneut Trainer bei den Reutlingern.

### Jenseits der Trainerbank
Gröbner holte Ralf Rangnick im Juli 1995 als Trainer und übernahm den Posten des Managers, welchen er bis November 2005 innehatte. Vom 15. November 2005 bis 28. Februar 2006 war Gröbner als Scout beim VfL Wolfsburg tätig.
Seit Dezember 2006 ist er selbständiger Finanzberater. Dazu holte ihn Hans Meyer im April 2007 auf Honorarbasis ins Scouting-Team des 1. FC Nürnberg.